# مجمع‌الجزایر ژاپن

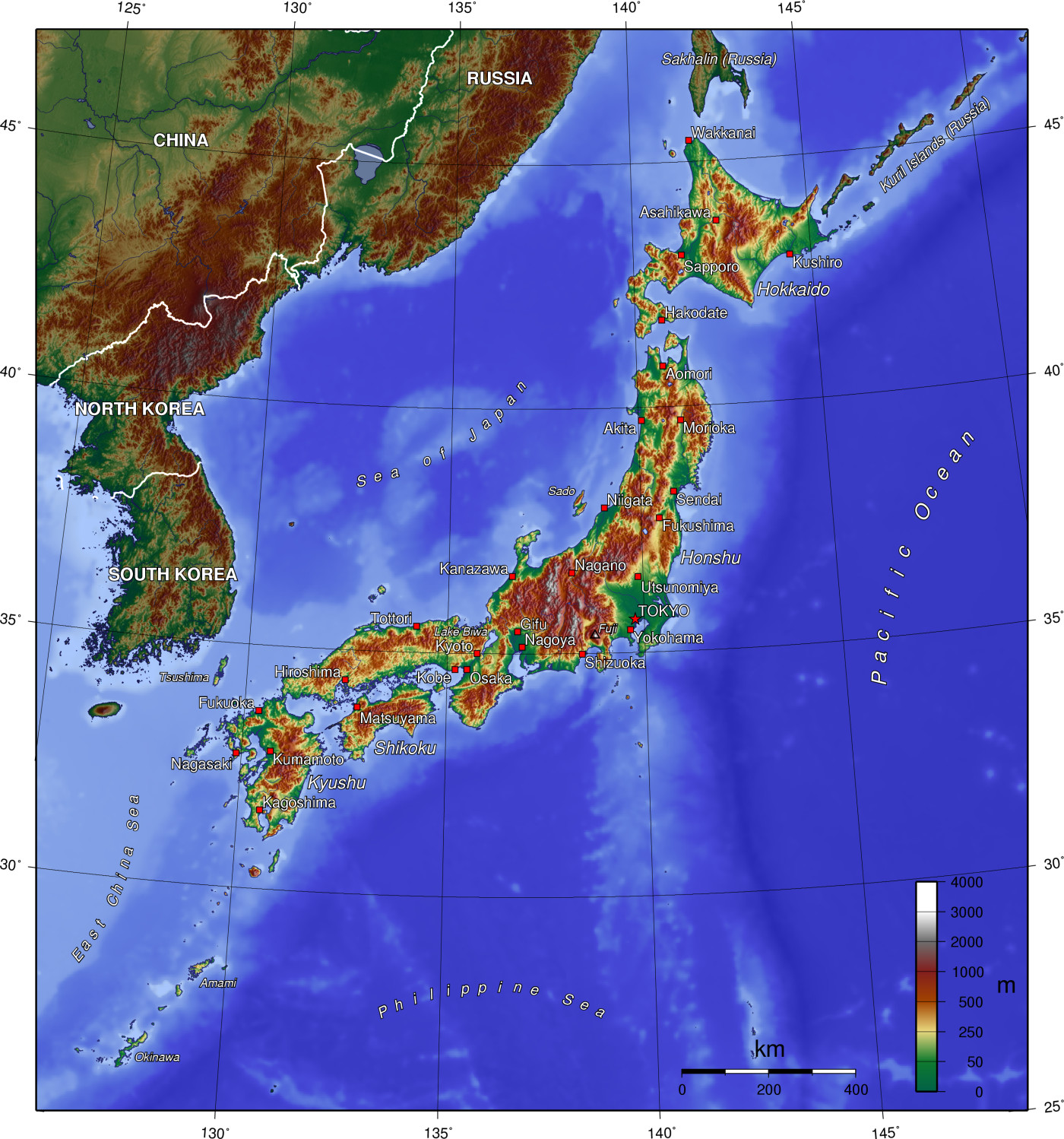
نقشه توپوگرافی ژاپن

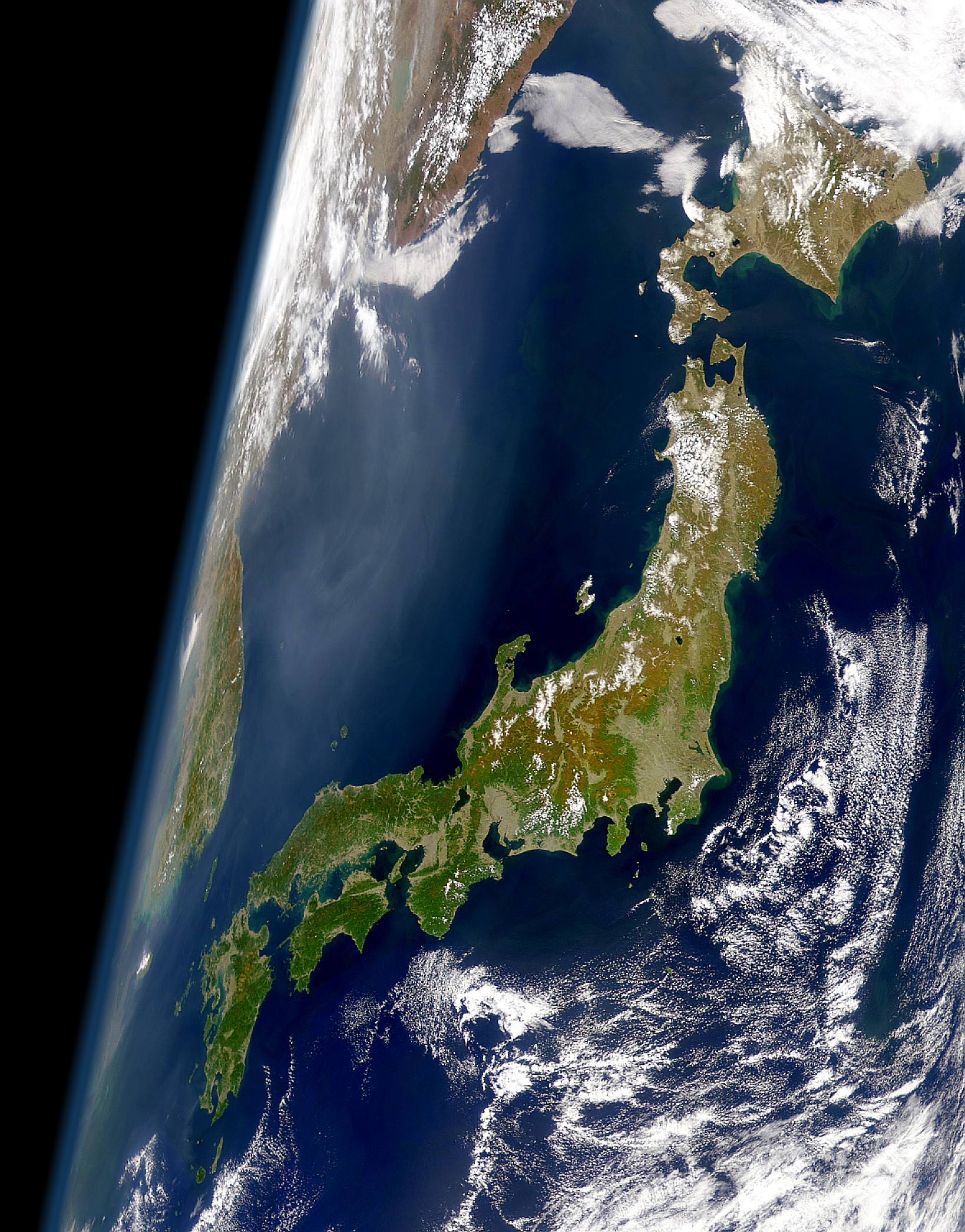
تصویر ماهواره‌ای ژاپن

مجمع‌الجزایر ژاپن (به لاتین: Japanese archipelago) به مجموعه جزیره‌هایی گفته می‌شود که کشور ژاپن را تشکیل داده‌اند و با راستای شمال شرقی- جنوب غربی در امتداد ساحل شرقی اوراسیا و ساحل غربی اقیانوس آرام قرار دارند. این مجمع‌الجزایر ژاپن، جزیره‌هایی از کمان جزیره‌ای ساخالین و کمان جزیره‌ای شمال‌شرق ژاپن را در بر می‌گیرد.
مجمع‌الجزایر ژاپن شامل ۶٬۸۵۲ جزیره با محیط بیش از ۱۰۰ متر است که ۴۳۰ جزیره آن مسکونی است. چهار جزیره اصلی ژاپن از شمال به جنوب عبارتند از: هوکایدو، هونشو، شیکوکو و کیوشو. هونشو بزرگ‌ترین جزیره ژاپن است و سرزمین اصلی ژاپن به این جزیره اشاره دارد.

## جزیره‌ها و استان‌ها
- هوکایدو – دومین جزیره بزرگ ژاپن و بزرگ‌ترین و شمال‌شرقی‌ترین جزیره. 
  -  هوکایدو
- هونشو – بزرگترین و پرجمعیت‌ترین جزیره ژاپن که شامل پنج ناحیه است.
  - ناحیه توهوکو دارای ۶ استان.
    -  استان آکیتا
    -  استان آئوموری
    -  استان فوکوشیما
    -  استان ایواته
    -  استان میاگی
    -  استان یاماگاتا

  - کانتو دارای ۷ استان، شامل متروپلیس توکیو پایتخت ژاپن است.
    -  استان چیبا
    -  استان گونما
    -  استان ایباراکی
    -  استان کاناگاوا
    -  استان سایتاما
    -  استان توچیگی
    -  توکیو

  - ناحیه چوبو دارای ۹ استان.
    -  استان آیچی
    -  استان فوکوئی
    -  استان گیفو
    -  استان ایشیکاوا
    -  استان ناگانو
    -  استان نیگاتا
    -  استان شیزوئوکا
    -  استان تویاما
    -  استان یاماناشی

  - ناحیه کانسای دارای ۷ استان.
    -  استان هیوگو
    -  استان کیوتو
    -  استان میه
    -  استان نارا
    -  اوساکا
    -  استان شیگا
    -  استان واکایاما

  - ناحیه چوگوکو دارای ۵ استان.
    -  استان هیروشیما
    -  استان اوکایاما
    -  استان شیمانه
    -  استان توتوری
    -  استان یاماگوچی
- شیکوکو – کوچک‌ترین و کم‌جمعیت‌ترین جزیره از مجمع‌الجزایر، دارای ۴ استان.
  -  استان اهیمه
  -  استان کاگاوا
  -  استان کوچی
  -  استان توکوشیما
- کیوشو – سومین جزیره بزرگ و دارای ۸ استان، شامل جزایر اوکیناوا در جزایر ریوکیو.
  -  استان فوکوئوکا
  -  استان کاگوشیما
  -  استان کوماموتو
  -  استان میازاکی
  -  استان ناگاساکی
  -  استان اوئیتا
  -  استان ساگا
- جزایر ریوکیو و جزایر اوکیناوا
  -  استان اوکیناوا

ساخالین که بخشی از فدراسیون روسیه است نیز گاهی از نظر جغرافیایی بخشی از مجمع‌الجزایر ژاپن به حساب می‌آید، هرچند ژاپن در قرن بیستم میلادی از ادعای حاکمیت بر این جزیره دست کشید.